# Gina Mallet
Gina Mallet (* 1938 in Großbritannien) ist eine britisch-kanadische Autorin. 
Mallet wuchs in London auf. Sie emigrierte bereits früh in die USA, wo sie für das Time-Magazin arbeitete. Von 1976 bis 1984 arbeitete sie als Theaterkritikerin beim Toronto Star, wo sie sich vehement gegen öffentliche Subventionen für das Theater und eine nationale kanadische Theaterszene aussprach. Beidem sah sie als der Kunst abträglich, da es die Künstler zur Selbstgenügsamkeit verleitete.
Mallet arbeitete als freie Autorin für fast alle großen Zeitungen Kanadas und die New York Times. Seit den 1990ern ist sie vor allem aus Restaurantkritikerin aktiv. 2004 veröffentlichte sie das Buch Last Chance to Eat; The Fate of Taste in a Fast Food World. Das Buch ist teilweise eine Autobiographie und beschreibt das Aufwachsen im Nachkriegsengland, zum Teil ist es Essay mit starken Meinungen zu Entwicklungen in Gastronomie und Alltagskochen. Der New Yorker beschrieb das Buch in seinen Grundthesen als unoriginell, eine Art seriöse Version der Verkaufsschlager Super Size Me und Fast Food Nation. Der New Yorker findet aber „die ungeduldige Verachtung für jeden, der zwischen Ihr und dem nächsten fabelhaften Häppchen steht, bezaubernd.“ Für das Buch gewann sie 2005 den James Beard Foundation Award.
Derzeit arbeitet sie als Restaurantkritikerin bei der National Post in Toronto.